# Nicolas d'Oldenbourg
Titres
Prétendant au trône d’Oldenbourg
24 février 1931 – 3 avril 1970
(39 ans, 1 mois et 10 jours)
Grand-duc héréditaire d’Oldenbourg
13 juin 1900 – 11 novembre 1918
(18 ans, 4 mois et 29 jours)
Nicolas, grand-duc héréditaire d’Oldenbourg (en allemand, Nikolaus Erbgroßherzog von Oldenburg), né le 10 août 1897 à Oldenbourg, dans le grand-duché d'Oldenbourg (sous l’Empire allemand) en tant que duc Nicolas d’Oldenbourg (en allemand, Nikolaus Herzog von Oldenburg) et mort le 3 avril 1970 à Rastede, en Allemagne de l'Ouest, est un prince allemand de la maison de Holstein-Gottorp.
Pendant la Première Guerre mondiale, il sert dans le 19e régiment de dragons d'Oldenbourg.
Fils aîné du grand-duc Frédéric-Auguste II d’Oldenbourg, qui perd son trône en novembre 1918, il est le dernier grand-duc héréditaire d’Oldenbourg de l’histoire de la monarchie oldenbourgeoise et le deuxième prétendant au trône. Il est inhumé au mausolée ducal d'Oldenbourg.

## Famille
Le duc Nicolas d’Oldenbourg est le fils aîné de Frédéric-Auguste (1852-1931), à l’époque grand-duc héréditaire d’Oldenbourg (futur grand-duc Frédéric-Auguste II) et la duchesse Élisabeth-Alexandrine de Mecklembourg-Schwerin.

## Mariages et descendance
Le 26 janvier 1921, Nicolas d'Oldenbourg épouse la princesse Hélène de Waldeck-Pyrmont (en) (1899-1948), fille du prince Frédéric de Waldeck-Pyrmont et de la princesse Bathilde de Schaumbourg-Lippe. De leur union naissent neuf enfants :
- le duc Antoine-Gunther (1923-2014), devenu duc d’Oldenbourg à la mort de son père, épouse en 1951 la princesse Amélie de Löwenstein-Wertheim-Freudenberg (1923-2016), dont postérité (une fille et un fils) ;
- la duchesse Rixa (1924-1939), sans alliance ;
- le duc Pierre (1926-2016), épouse en 1951 la princesse Gertrude von Löwenstein-Wertheim-Freudenberg (1926-2011) :
  - le duc Frédéric (1952-2018), épouse en 1981 Belinda Tatham-Warter (née en 1954) (fille du major Digby Tatham-Warter), dont postérité (trois filles) ;
  - la duchesse Marguerite (née en 1954), épouse en 1985 le prince Philippe de Croÿ (né en 1957), dont postérité ;
  - le duc Nicolas (né en 1955), épouse en 1982 Anna Dyckerhoff (née en 1958), dont postérité (trois fils) ;
  - le duc Georges-Maurice (1957-2011), sans alliance ;
- la duchesse Eilika (1928-2016), épouse en 1950 le prince Emich de Linange (1926-1991), dont postérité ;
- le duc Egilmar (1934-2013), sans alliance ;
- le duc Frédéric-Auguste (1936-2017), épouse en 1965 (divorcés en 1989) la princesse Marie-Cécile de Prusse (née en 1942) (fille de Louis-Ferdinand de Prusse et de Kira Kirillovna de Russie), dont postérité, puis épouse en 1991 la comtesse Donata de Castell-Rüdenhausen (1950-2015), sans postérité :
  - le duc Paul-Wladimir (né en 1969), épouse en 2001 doña Maria del Pilar Méndez de Vigo y Löwenstein-Wertheim-Rosenberg (née en 1970), dont postérité (quatre fils et une fille) ;
  - la duchesse Rixa (née en 1970), épouse en 2012 Stephan Sanders (né en 1964) ;
  - la duchesse Bibiane (née en 1974), épouse en 2004 Peter Dorner (né en 1972) ;
- la duchesse Altburg d'Oldenbourg (née en 1938), épouse en 1966 le baron Rüdiger von Erffa (né en 1936), dont postérité ;
- le duc Huno (né en 1940), épouse en 1970 la comtesse Felicitas Schwerin von Krosigk (née en 1941) :
  - la duchesse Beatrix (née en 1971), épouse en 2010 Sven von Storch (né en 1970) ; députée au Bundestag, vice-présidente du parti d'extrême-droite Alternative pour l'Allemagne ;
  - la duchesse Sophie (née en 1972), épouse en 2004 Joseph von Radowitz (né en 1969) ;
- le duc Jean (1940-2025), épouse en 1971 la comtesse Eilika d'Ortenbourg (née en 1942) :
  - la duchesse Eilika (née en 1972), épouse en 1997 l'archiduc Georges de Habsbourg-Lorraine (né en 1964), dont postérité ;
  - la duchesse Tatiana (née en 1974), ex-fiancée du prince Jean d'Orléans, comte de Paris, épouse en 2010 le comte Axel de Chavagnac (né en 1967) ;
  - le duc Constantin (né en 1975), épouse en 2012 Esther Sánchez y Calvo (née en 1981).

Veuf, Nicolas d'Oldenbourg épousa en 1950 Anne-Marie von Schutzbar (en) (1903-1991).

## Titulature
- 10 août 1897 — 13 juin 1900 : Son Altesse le duc Nicolas d’Oldenbourg
- 13 juin 1900 — 11 novembre 1918 : Son Altesse Royale le grand-duc héréditaire d’Oldenbourg
- 11 novembre 1918 — 3 avril 1970 : Son Altesse Royale Nicolas, grand-duc héréditaire d’Oldenbourg

## Généalogie
Nicolas d'Oldenbourg appartient à la seconde lignée issue de la première branche de la maison d'Oldenbourg-Gottorp. Ces deux lignées sont issues de la première branche de la maison d'Oldenbourg.